# Liste der Bodendenkmäler in Donnersdorf
Auf dieser Seite sind die Bodendenkmäler in der unterfränkischen Gemeinde Donnersdorf zusammengestellt. Diese Tabelle ist eine Teilliste der Liste der Bodendenkmäler in Bayern. Grundlage ist die Bayerische Denkmalliste, die auf Basis des Bayerischen Denkmalschutzgesetzes vom 1. Oktober 1973 erstmals erstellt wurde und seither durch das Bayerische Landesamt für Denkmalpflege geführt wird. Die folgenden Angaben ersetzen nicht die rechtsverbindliche Auskunft der Denkmalschutzbehörde.

## Bodendenkmäler in Donnersdorf
| Lage       | Objekt                                                                                   | Akten-Nr.     | Bild |
| ---------- | ---------------------------------------------------------------------------------------- | ------------- | ---- |
| (Standort) | Wüstung des frühen bis späten Mittelalters.                                              | D-6-6028-0026 |      |
| (Standort) | Mittelalterlicher Burgstall „Schlößle“.                                                  | D-6-6028-0027 |      |
| (Standort) | Siedlung vor- und frühgeschichtlicher Zeitstellung.                                      | D-6-6028-0029 |      |
| (Standort) | Bestattungsplatz mit Grabhügeln vorgeschichtlicher Zeitstellung.                         | D-6-6028-0030 |      |
| (Standort) | Mittelalterlicher Burgstall.                                                             | D-6-6028-0031 |      |
| (Standort) | Bestattungsplatz mit Grabhügel vorgeschichtlicher Zeitstellung.                          | D-6-6028-0063 |      |
| (Standort) | Siedlung vor- und frühgeschichtlicher Zeitstellung.                                      | D-6-6028-0065 |      |
| (Standort) | Bestattungsplatz mit verebneten Grabhügeln vorgeschichtlicher Zeitstellung.              | D-6-6028-0074 |      |
| (Standort) | Bestattungsplatz mit Grabhügeln vorgeschichtlicher Zeitstellung.                         | D-6-6028-0081 |      |
| (Standort) | Siedlung des Neolithikums.                                                               | D-6-6028-0083 |      |
| (Standort) | Mittelalterliche und frühneuzeitliche Vorgängerbauten der Kath. Pfarrkirche St. Johannes | D-6-6028-0085 |      |
| (Standort) | Siedlung vor- und frühgeschichtlicher Zeitstellung.                                      | D-6-6028-0095 |      |
| (Standort) | Siedlung vor- und frühgeschichtlicher Zeitstellung.                                      | D-6-6028-0096 |      |
| (Standort) | Fundamente des abgegangenen spätmittelalterlichen bis frühneuzeitlichen Wasserschlosses  | D-6-6028-0097 |      |
| (Standort) | Bestattungsplatz mit Grabhügel vorgeschichtlicher Zeitstellung.                          | D-6-6028-0098 |      |
| (Standort) | Siedlung des Neolithikums und der jüngeren Latènezeit.                                   | D-6-6028-0101 |      |
| (Standort) | Fundamente der abgegangenen, mittelalterlichen bis neuzeitlichen Dorfbefestigung         | D-6-6028-0136 |      |
| (Standort) | Befunde des Mittelalters und der frühen Neuzeit im ehem. befestigten Ortsbereich         | D-6-6028-0137 |      |
| (Standort) | Untertägige Teile der frühneuzeitlichen Kath. Kirche St. Nikolaus in Falkenstein,        | D-6-6028-0141 |      |
| (Standort) | Untertägige Teile der frühneuzeitlichen Kath. Kirche St. Jakobus Maior in Kleinrheinfeld | D-6-6028-0143 |      |
| (Standort) | Untertägige Teile der frühneuzeitlichen Kath. Pfarrkirche St. Burkard in Pusselsheim     | D-6-6028-0145 |      |
| (Standort) | Untertägige Teile der frühneuzeitlichen Kath. Pfarrkirche St. Kilian in Traustadt        | D-6-6028-0148 |      |